# Kurhan (przystanek kolejowy)
Kurhan (biał. Курган, ros. Курган) – przystanek kolejowy w pomiędzy miejscowościami Ćwirbuty a Radziwoniszki, w rejonie lidzkim, w obwodzie grodzieńskim, na Białorusi. Nazwa pochodzi od leżącego w pobliżu dawnego folwarku Kurhan (obecnie część wsi Biltowce).
Przystanek istniał przed II wojną światową.